# Посмртне повреде
Посмртне повреде су посебна група телесних повреда које су за разлику од заживотних повреда нанете мртвом телу. Овим повредама бави се судска медицина, чији је задатак да обави вештачење и утврди на основу заживотних (витално нансталих) знакова ове, утврди да ли су ове повреде последица агресије на организам након његове смрти.

## Етиопатогенеза
Како већина активних агенаса који могу да изазову повреде живог организма, наноси и повреде телу после смрти, трербало би имати у  виду да агенс или механичка сила која је изазвана повреду унутар живота повређеног може бити узрок и посмртне повреде. 
Битно својство посмртних повреда јеста то да и оне подлежу променама у вези са декомпозицијом леша, што отежава судскомедицинско вештачење.

### Врсте посмртних повреда према начину наношења
Посмртне повреде према начину наношења могу бити:

### Намерне (офанзивне) посмртне повреде
Како појава ових повреда на лешун указује на кривично дело, а у неким случајевима и на мотиве извршиоца тог дела, оне су за судску медицину од највећег значаја. Често су нанети истим средством којим се одузима живот, а према облику и распореду могу указивати на ритуал, мотив или освету. 
Циљ
Намерне постхумне повреде могу имати за циљ прикривање правог узрока смрти и/или уништења идентификациони карактеристика жртве. 
Врсте
- Постхумно вешање жртве, претходно убијене неким другим механичким гушењем (најчешће дављењем), на дисекцији открива дубоке повреде мишића и преломе делова хрскавица гркљана који не припадају анатомском налазу вешања.
- Полагање убијене жртве на шине, ређе на пут, извршилац дела чини како би прикрио убиство. Ова вреста повреда може се решити само пажљивом анализом виталних реакција, односно њиховог одсуства или присуства.
- Сакаћење (распарчавање) или мутилицију на лешу извршиоци предузимају да би лакше сакрили или олакшали уништавање леша у целости.
- Постхумне повреде проузроковане средством извршења врше се како би се обезбедило потпуна реализација намера убијања (оверавање), које се најчешће ради ватреним оружјем.
- Вандализам је посебна група намерно нанетих постхумних повреда, након отварање гробова и сакаћења лешев умрли који су сахрањени месецима или годинама раније.

### Случајне посмртне повреде
Настале приликом ископавања или транспорта леша 

### Случајно настале посмртне повреде
Настале током превожења леша превозним средством  

### Посмртне повреде настале физичко-хемијским средствима
Ове повреде најчешће настају:
- Дејством високе температуре и карбонизације (угљенисања),
- Дејством воде, као нпр. ликверификација костију која настаје након дугог боравка леша који је закопан у земљу која садржи висок проценат влаге. Вода из земље продире у кости, извлачи калцијум, а кост прво постаје мека и лака потом је деформисан и лако се ломи.
- Дејством корозивних средства, (јаке базе и киселине) која имају за циљ уништавање лешева како би се сакрили злочини. Дуготрајни боравак леша у масној соди може уништити све структуре укључујући и кости.
- Дејством минерала из околне природе.

### Посмртне повреде настале дејством флоре и фауне
Ове повреде настају под дејством алги, инсеката, риба, ракова, животиња. 
- Постморталне повреде изазване деловањем инсеката на подручју Србије  најчешће су оне које настају деловањем мрава и мува.
- Водена флора и фауна делује на лешеве када се они нажу у води. Тада је леш изложен инвазији али, која се манифестује у облику љигаве зелене боје која прекрива, пре свега отворене делове тела. Рибе и ракови врло брзо нападају изложене делове тела у води, у готово свим водама.
- Дејством фауне настаје низ површинских повреда на изложеним деловима тела, без виталних реакција.